# Městský hřbitov Prostějov
Městský hřbitov v Prostějově byl založen v roce 1900 při Brněnské ulici na jižním okraji města. Jedná se o jednu z mnoha nemovitých kulturních památek na území města Prostějov. Na jižním okraji jej doplňuje židovský hřbitov.

## Popis
Vstup tvoří bohatě zdobený portál. Větší centrální bránu i obě menší postranní branky uzavírá ozdobně kovaná mříž. Nad nimi se nachází štukové reliéfy – postavy andělů i řecká písmena alfa a omega a pod nimi nápis „LP 1900“. Na vrcholu štítu je usazena socha anděla s trubkou. Vpravo za vstupem stojí domek hřbitovního správce a vlevo zvonička z roku 1928.
Vstupní část ohraničují dva čtvrtkruhové oblouky arkád v renesančním duchu, které vznikly podle návrhu prostějovského architekta Čeňka Venclíka v letech 1902 a 1907. V nich jsou umístěny hrobky některých významných prostějovských občanů.
Jednotlivé hroby jsou rozmístěny v pravidelné síti kolem centrálního kříže. Na severním okraji hřbitova je doplňuje kolumbárium, urnový háj i vsypová loučka. V roce 1976 byla na západním okraji hřbitova postavena moderní smuteční síň, kterou navrhl architekt Blahoslav Adamík.

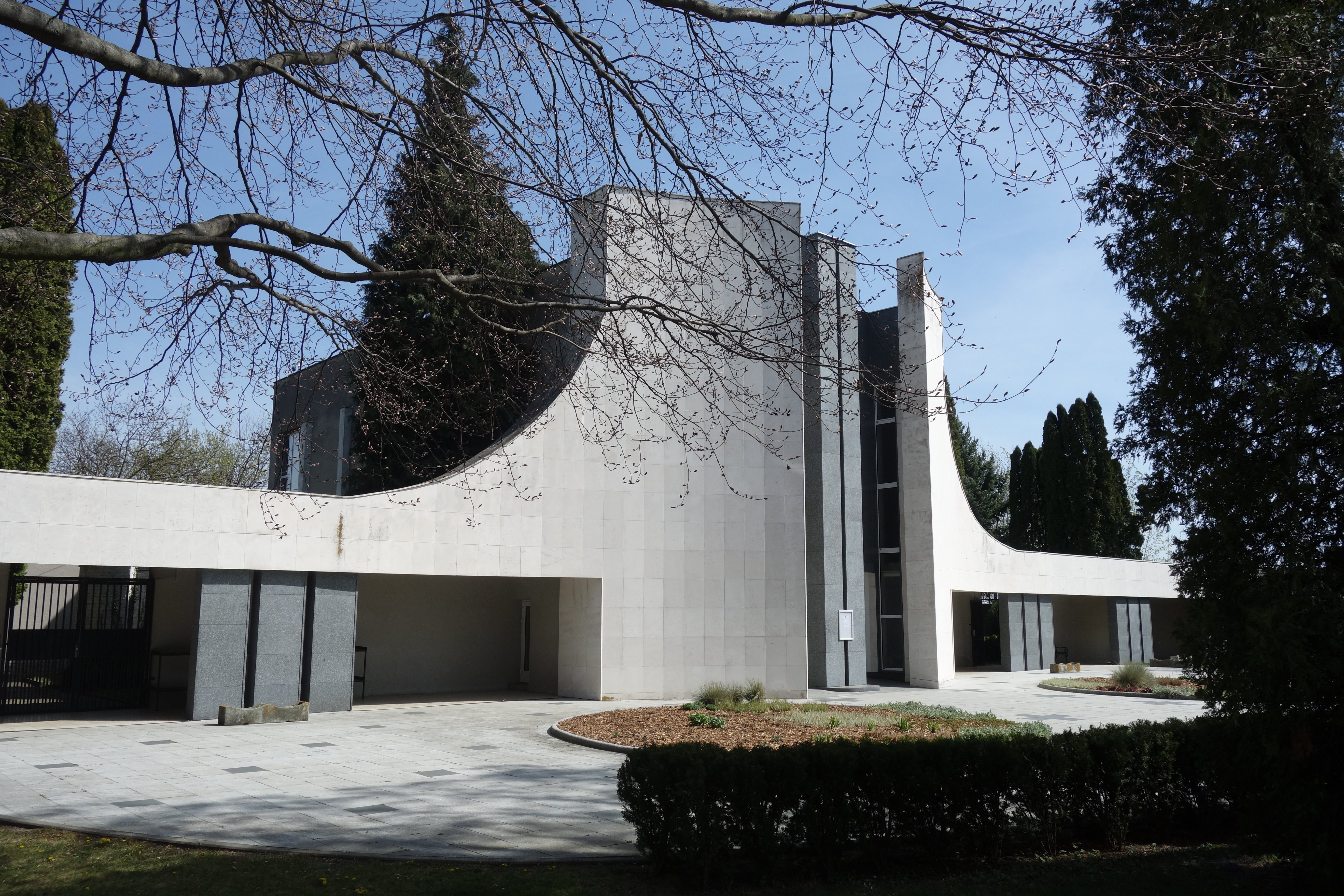
Smuteční obřadní síň na hřbitově

Hřbitov dostal v době svého založení velkorysou parkovou úpravu. Podél cest byly vysázeny desítky dřevin a bylin, včetně neobvyklých i exotických druhů. Tuto malou „botanickou zahradu“ z velké části vytvořil městský zahradník a první hřbitovní správce František Havránek. V průběhu 20. století druhové zastoupení značně zchudlo, přesto je městský hřbitov nejcennějším sadovnickým dílem Prostějova.

## Umění
Význam hřbitova spočívá i v přítomností většího množství pomníků, které dosahují výjimečné umělecké kvality. Mezi známější autory patří:
- Stanislav Sucharda
  - pomník manželů Vojáčkových z roku 1902, na kterém před deskou z černé žuly stojí bronzová socha anděla
- Julius Pelikán
  - pomník rodiny Wolfovy a Havránkovy z roku 1931, který je vytvořen z černé a červené žuly a ozdoben dvěma bronzovými reliéfy (muž s holí a žena s přesýpacími hodinami) i bronzovým křížkem s holubicí
  - pomník rodiny Nedělníkovy z roku 1923, jehož žulové pozadí je zdobené bronzovou sochou Panny Marie s Ježíškem
  - pomník na společném hrobě 44 vojínů, zemřelých v Prostějově v letech 1914 – 1915 na úplavici – pomník z roku 1922 tvoří žulový obelisk se zlatým křížem, zdobený po obou stranách pískovcovými sochami. Vlevo je umírající bojovník se zlomeným mečem, lipovou ratolestí a se štítem, na němž je zobrazen český lev. Vpravo klečí u křížku žena v hanáckém kroji s věncem v rukou.
- Jano Köhler
  - pomník rodiny Součkovy a Svobodovy z roku 1912, který má ve výklenku obraz z barevně polévaných kachlů, představující rodinné patrony – Pannu Marii s Ježíškem, sv. Václava a sv. Ludmilu
  - pomník konzistorního rady, prostějovského rodáka a faráře Karla Dostála-Lutinova z roku 1926, na němž je v rámu z umělého kamene umístěn obraz „Pohřeb Páně“ z barevně polévaných kachlů. Obraz představuje výjev z Nového zákona: Josef z Arimatie a Nikodém nesou Kristovo tělo sňaté z kříže do hrobu a jsou provázeni P. Marií. Josef z Arimatie (vlevo) má podobu Jano Köhlera a Nikodém (vpravo) K. Dostála. Barevná mozaika složená z 330 kachlíků je uměleckým dílem a patří k nejpozoruhodnějším výtvarným pracím na hřbitově. [2] [3][4] Detaily popisuje zn. -rý (= Starý).[5]

Mezi další zajímavé pomníky patří:
- hrobka Chmelarzova s mozaikovým poprsím Krista z roku 1904
- hrobka Zubíkova, kterou zdobí bílá mramorová socha Krista
- hrobka Eduarda Skály s jemně zpracovanou mramorovou sochou Krista z roku 1928
- pomník řídícího učitele Gustava Trupky, který zdobí mramorová soška žáčka s čítankou

## Pohřbení
Mezi významné osoby, pohřbené na Městském hřbitově v Prostějově patří především básník Jiří Wolker či vědec a vynálezce Otto Wichterle. Dále jsou zde pochováni hudební skladatelé František Neumann a Vladimír Ambros, spisovatelé P. Karel Dostál-Lutinov a František Dohnal, (1876 – 1956), letci RAF Josef Duda a Karel Vildomec, poslanec František Geršl, učitel a amatérský archeolog Antonín Gottwald, astronom Bohumil Hacar, (1886 – 1974), architekt Václav Jeřábek, podnikatel a ministr František Kovářík, malíř Vilém Kraus, sběratel lidových písní Jan Poláček, lékař, spisovatel a politik Ondřej Přikryl, politik Rostislav František Reichstädter, generálporučík a spisovatel Vilém Sacher, hřbitovní kněz P. František Starý, sochař Jan Tříska, malíř a profesor pražské malířské akademie Vladimír Pukl, prostějovský starosta Karel Vojáček, spisovatel Edvard Valenta a mnoho dalších osobností.

### Pohřbení kněží[8]
Z ř. k. duchovních nutno uvést v abecedním pořadí (v závorce rok skonu)
Jaroslav Ambroz (1987), Bohumil Balcárek (1955), Otmar Blatný (1956), Jan Burian (1902), František Blaťák (1925), Vojtěch Cikryt (2018), František Coufal (1931), František Černý (1950), František Dohnal (1956), Karel Dolanský (1982), Karel Dostál-Lutinov (1923), František Duda (1952), Ferdinand Jarolímek (1953), Alois Jašek (1953), Antonín Koudelka (1925), František Krajča (1928), Karel Kráčmar (1904), František Kučera (1948), Ladislav Láznička (1954), Jan Seifert (1924), ThDr. František Schneider (1918), Bruno Sklenovský (1993), Josef Sovíček (1953), František Starý (1961), Jaroslav Urban (1963), Josef Vágner (2004), Metoděj Vávra (1943), Antonín Vrána (1921), František Wadowski (1935).
V rámci pomyslného kněžského Slavína bratrů salvatoriánů na hřbitově je zmíněna i oběť heydrichiády v r. 1942 – P. PhDr. et ThLic. Metoděj Mičola, SDS, popravený v Brně. Uložení jeho urny nebylo dodnes (2022) nalezeno.
Na hřbitově je nekropole i devíti příslušníků konventu Milosrdných bratří pohřbených mezi roky 1920-1958.